# Andrea Carmine De Simone
Andrea Carmine De Simone (ur. 27 października 1954 w Montoro Inferiore) – włoski polityk i samorządowiec, parlamentarzysta i senator krajowy, w 1994 poseł do Parlamentu Europejskiego III kadencji.

## Życiorys
Pochodzi z Irpinii (górzystego terenu wokół Avellino). Ukończył szkołę średnią, później uzyskał wykształcenie socjologiczne. Pracował jako urzędnik państwowy.
Zaangażował się w działalność Włoskiej Partii Komunistycznej (w 1991 przekształconej w Demokratyczną Partię Lewicy). W 1989 został prezydentem prowincji Salerno. W 1992 wybrano go do Izby Deputowanych XI kadencji, w wyborach w 1994 nie uzyskał reelekcji. 18 maja 1994 objął wakujący mandat posła do Parlamentu Europejskiego w miejsce zmarłego Gaetana Cingariego. Przystąpił do grupy socjalistycznej, nie został członkiem żadnej z komisji ani delegacji. W okresie od 1995 do 2005 wchodził w skład rady regionalnej Kampanii, od 1999 był asesorem w lokalnych władzach. W 2006 został senatorem XV kadencji z listy partii Demokraci Lewicy (kontynuatorki poprzednich partii, do których należał, przekształconej w 2007 w Partię Demokratyczną). Później przeszedł na emeryturę. W 2017 zaangażował się w działalność Artykułu 1 – Ruchu Demokratycznego i Postępowego.